# 加賀市立錦城東小学校
加賀市立錦城東小学校（かがしりつ きんじょうひがししょうがっこう）は、石川県加賀市にある公立小学校。

## 概要
当校は、1978年に加賀市立錦城小学校より分離して開校した。

## 沿革
- 1978年（昭和53年） 4月5日 - 加賀市立錦城小学校より分離し開校
- 1980年（昭和55年）２月5日 - 校歌制定
- 1989年（平成元年）２月 - 民俗資料室完成
- 1993年（平成5年）〜1994年（平成6年）  - 「小学校教育課程研究指定校」として、文部省指定をうける

## 通学区域
- 加賀市[1]
  - 大聖寺田原町　大聖寺弓町　大聖寺金子町　大聖寺木呂場町　大聖寺菅生町　大聖寺永町　大聖寺天神下町　大聖寺藤ノ木町　大聖寺大名竹町　大聖寺耳聞山仲町　大聖寺亀町　大聖寺麻畠町　大聖寺耳聞山町　大聖寺新町　大聖寺松ケ根町　大聖寺相生町　大聖寺曙町　大聖寺新栄町　大聖寺朝日町　大聖寺福の杜　大聖寺菅生　大聖寺敷地　大聖寺東敷地町　大聖寺春日町　大聖寺敷地団地　大聖寺平床　大聖寺岡町　大聖寺畑町　大聖寺畑山町　高尾町　豊町　熊坂町の一部(錦城小学校を通学区域を除く。)　細坪町　白鳥町　幸町